# Eleições primárias presidenciais do Partido Democrata em 2020
As eleições primárias presidenciais do Partido Democrata em 2020 foram uma série de disputas eleitorais organizadas pelo Partido Democrata para escolher seu candidato à Presidência dos Estados Unidos na eleição de novembro. As eleições ocorreram de fevereiro a agosto de 2020 em todos os 50 estados, no Distrito de Colúmbia, em cinco territórios e entre os eleitores residentes no exterior.
Dezenas de políticos apresentaram suas candidaturas, sendo os principais o ex-vice-presidente Joe Biden, o ex-prefeito Michael Bloomberg, o prefeito Pete Buttigieg, a senadora Amy Klobuchar, o senador Bernie Sanders e a senadora Elizabeth Warren. Outros candidatos, como a senadora Kirsten Gillibrand, a senadora Kamala Harris e o representante Beto O'Rourke, desistiram antes das primeiras votações ocorrerem.
Ao término das primárias, a chapa democrata foi oficialmente designada pela Convenção Nacional do partido, que ocorreu de 17 a 20 de agosto. Para ganhar a nomeação, o candidato deveria obter metade dos 3.979 delegados no primeiro turno. Na primeira votação da convenção, Biden recebeu o apoio de 2.727 delegados, superando facilmente Sanders, que conseguiu 1.118. Para a vice-presidência, Biden escolheu Harris, que foi confirmada de forma unânime pela Convenção.

## Contexto
Depois que Hillary Clinton perdeu a eleição presidencial de 2016, muitos passaram a acreditar que o Partido Democrata não possuía uma clara liderança a nível nacional. As divisões permaneceram no partido após as primárias de 2016, que colocaram Clinton contra Bernie Sanders. Na eleição para a presidência do Comitê Nacional Democrata em 2017, Tom Perez derrotou Keith Ellison, o que foi visto à época como uma vitória do establishment do partido contra a ala mais à esquerda.
Entre as eleições de 2016 e as eleições de meio de mandato de 2018, os democratas do Senado geralmente mudaram suas posições políticas para a esquerda em relação a temas como propina escolar, saúde pública e imigração. As eleições de 2018 resultaram no Partido Democrata recuperando o controle da Câmara dos Representantes pela primeira vez em oito anos, ganhando assentos em distritos urbanos e suburbanos.

## Processo

### Reformas desde 2016
Em agosto de 2018, os membros do Comitê Nacional Democrata (DNC) aprovaram reformas no processo das primárias presidenciais do partido, alegadamente para aumentar a participação e garantir a transparência. Os partidos estaduais foram incentivados a deixar para os governos a administração das primárias sempre que fosse possível e facilitar o registro de novos votantes. As novas reformas regularam ainda como a Convenção Nacional Democrata lidaria com o resultado das primárias e caucuses em três possíveis cenários:
1. Se um candidato ganhar pelo menos 2.268 delegados: os superdelegados poderão votar na primeira votação, pois sua influência não pode mudar a maioria dos delegados comprometidos obtidos pelo candidato;[20][21]
2. Se um candidato ganhar entre 1.886 e 2.267 delegados: os superdelegados serão impedidos de votar na primeira votação, que somente será decidida pela vontade dos delegados obtidos nas prévias;[20][21]
3. Se nenhum candidato ganhar mais de 1.885 delegados: a convenção será considerada "contestada", na qual os superdelegados são impedidos de votar na primeira votação, mas recuperam o poder de voto em todas votações subsequentes necessárias até que um candidato receba a maioria dos votos. Os superdelegados podem votar em qualquer candidato.[20][21]

A proibição de os superdelegados votarem na primeira votação nos dois últimos cenários mencionados acima não os impede de endossar publicamente um candidato de sua escolha antes da convenção. Nas primárias presidenciais anteriores, os superdelegados democratas votaram em todas as votações. Em 2016, Clinton conseguiu o apoio de mais de 90% dos superdelegados votantes.
O partido também incentivou os estados que utilizavam o método de votação chamado caucus a mudarem para votações primárias normais. Como resultado, os democratas tiveram em 2020 seu menor número de caucuses na história recente do partido, com o sistema sendo usado apenas em apenas três estados e quatro territórios.

### Número de delegados e cláusula de barreira de 15%
Os delegados designados para cada estado são proporcionais ao número de votos que possuem no Colégio Eleitoral e nas votações obtidas pelos candidatos democratas a presidente. Assim, menos peso é dado aos swing states (estados decisivos) e republicanos e mais peso aos estados fortemente democratas na escolha do candidato. Entre seis e sete votos são atribuídos a cada território, exceto para Porto Rico, que possui 51 delegados. Para os democratas que residem no exterior foram distribuídos 12 delegados.
Dentro dos estados, um quarto dos delegados é alocado para candidatos com base no total de votos em todo o estado, enquanto que o restante é dado com base nos votos obtidos em cada distrito da Câmara dos Representantes. Os distritos mais democratas recebem mais delegados e menos delegados são alocados para os distritos decisivos e republicanos. Assim, por exemplo, o 12.º distrito da Califórnia, fortemente democrata e representado pela speaker Nancy Pelosi, tem 7 delegados, ou um a cada 109.000 pessoas, e o 10.º distrito da Califórnia, menos democrata, tem 4 delegados, ou um por 190.000 pessoas.
As primárias estaduais possuem uma cláusula de barreira para a distribuição dos delegados. Os candidatos com menos de 15% dos votos populares não recebem delegados. Os candidatos que obtiverem 15% ou mais dos votos populares dividem os delegados na proporção de seus votos. O limiar de 15% foi estabelecido em 1992 para limitar candidatos "marginais." No entanto, o limiar significa que qualquer setor do partido (moderado, radical, centrista etc.) que produz poucos candidatos, não dividindo os votos dos apoiadores, pode ganhar a maioria dos delegados, sem obter a maioria dos votos populares.

### Calendário eleitoral

Calendário indicando a data das votações em cada estado e território:
Fevereiro
3 de março (Super Terça)
10 de março
14-17 de março
7–17 de abril
28 de abril
Maio
Junho
Julho–agosto

Por conta da pandemia de COVID-19 nos Estados Unidos, algumas prévias foram remarcadas. A tabela a seguir indica os estados e territórios que alteraram a data diante da pandemia:
| Primary            | Data original | Data final   | Votação presencial? | Última alteração | Ref.                 |
| ------------------ | ------------- | ------------ | ------------------- | ---------------- | -------------------- |
| Ohio               | 17 de março   | 28 de abril  | Não                 | 25 de março      | [ 34 ] [ 35 ]        |
| Geórgia            | 24 de março   | 9 de junho   | Sim                 | 9 de abril       | [ 36 ] [ 37 ]        |
| Porto Rico         | 29 de março   | 12 de julho  | Sim                 | 21 de maio       | [ 38 ] [ 39 ] [ 40 ] |
| Alasca             | 4 de abril    | 10 de abril  | Não                 | 23 de março      | [ 41 ]               |
| Wyoming            | 4 de abril    | 17 de abril  | Não                 | 22 de março      | [ 42 ]               |
| Havaí              | 4 de abril    | 22 de março  | Não                 | 27 de março      | [ 43 ] [ 44 ] [ 45 ] |
| Louisiana          | 4 de abril    | 11 de julho  | Sim                 | 14 de abril      | [ 46 ] [ 47 ]        |
| Maryland           | 28 de abril   | 2 de junho   | Sim                 | 17 de março      | [ 48 ]               |
| Pensilvânia        | 28 de abril   | 2 de junho   | Sim                 | 27 de março      | [ 49 ]               |
| Rhode Island       | 28 de abril   | 2 de junho   | Sim                 | 23 de junho      | [ 50 ]               |
| Nova Iorque        | 28 de abril   | 23 de junho  | Sim                 | 27 de abril      | [ 51 ] [ 52 ] [ 53 ] |
| Delaware           | 28 de abril   | 7 de julho   | Sim                 | 7 de maio        | [ 54 ] [ 55 ]        |
| Connecticut        | 28 de abril   | 11 de agosto | Sim                 | 17 de abril      | [ 56 ]               |
| Kansas             | 2 de maio     | 2 de maio    | Não                 | 30 de março      | [ 57 ]               |
| Guam               | 2 de maio     | 6 de junho   | Sim                 | 4 de junho       | [ 58 ]               |
| Indiana            | 5 de maio     | 2 de junho   | Sim                 | 20 de março      | [ 59 ]               |
| Virgínia Ocidental | 12 de maio    | 9 de junho   | Sim                 | 1 de abril       | [ 60 ]               |
| Kentucky           | 19 de maio    | 23 de junho  | Sim                 | 16 de março      | [ 61 ]               |
| Nova Jersey        | 2 de junho    | 7 de julho   | Sim                 | 8 de abril       | [ 62 ]               |

## Candidatos
O número de candidatos relevantes para a indicação presidencial democrata de 2020 atingiu a casa das duas dúzias. De acordo com o Politifact, a quantidade de candidatos à presidência era maior do que de qualquer partido político norte-americano desde 1972, superando os 17 republicanos que disputaram a indicação do partido em 2016. Em maio de 2019, a CBS News se referiu aos presidenciáveis democratas como "o maior e mais diversificado grupo de candidatos democratas na história moderna", o qual incluía seis candidatas.

### Principais candidatos
| Candidato         | Idade e naturalidade                                    | Cargos ocupados                                                                                    | Candidatura                                                                       |
| ----------------- | ------------------------------------------------------- | -------------------------------------------------------------------------------------------------- | --------------------------------------------------------------------------------- |
| Joe Biden         | 20 de novembro de 1942 (77 anos) Scranton, Pensilvânia  | Vice-presidente dos Estados Unidos (2009-2017) Senador dos Estados Unidos por Delaware (1973-2009) | Anúncio: 25 de abril de 2019                                                      |
| Michael Bloomberg | 14 de fevereiro de 1942 (78 anos) Boston, Massachusetts | Prefeito de Nova Iorque (2002-2014) CEO da Bloomberg L.P.                                          | Anúncio: 24 de novembro de 2019 Desistência: 4 de março de 2020 (endossou Biden)  |
| Pete Buttigieg    | 19 de janeiro de 1982 (38 anos) South Bend, Indiana     | Prefeito de South Bend (2012-2020)                                                                 | Anúncio: 23 de janeiro de 2019 Desistência: 1 de março de 2020 (endossou Biden)   |
| Amy Klobuchar     | 25 de maio de 1960 (59 anos) Plymouth, Minnesota        | Senadora dos Estados Unidos por Minnesota (desde 2007)                                             | Anúncio: 10 de fevereiro de 2019 Desistência: 2 de março de 2020 (endossou Biden) |
| Bernie Sanders    | 8 de setembro de 1941 (78 anos) Brooklyn, Nova Iorque   | Senador dos Estados Unidos por Vermont (desde 2007) Prefeito de Burlington (1981-1989)             | Anúncio: 19 de fevereiro de 2019 Desistência: 8 de abril de 2020 (endossou Biden) |
| Elizabeth Warren  | 22 de junho de 1949 (70 anos) Oklahoma City, Oklahoma   | Senadora dos Estados Unidos por Massachusetts (desde 2013)                                         | Anúncio: 31 de dezembro de 2018 Desistência: 5 de março de 2020 (endossou Biden)  |

### Demais candidatos
Além dos candidatos listados abaixo, outras 270 pessoas apresentaram documentação junto à Comissão Federal de Eleições para concorrer nas primárias presidenciais democratas de 2020.
|                                             |                                        |                                              |                                             |                                            |                                             |                                           |
| Tulsi Gabbard Representante do Havaí        | Tom Steyer Bilionário da Califórnia    | Deval Patrick Ex-governador de Massachusetts | Michael Bennet Senador do Colorado          | Andrew Yang Empreendedor de Nova Iorque    | John Delaney Representante de Maryland      | Cory Booker Senador de Nova Jersey        |
|                                             |                                        |                                              |                                             |                                            |                                             |                                           |
| Marianne Williamson Escritora da Califórnia | Julián Castro Ex-secretário do Texas   | Kamala Harris Senadora da Califórnia         | Steve Bullock Governador de Montana         | Joe Sestak Ex-representante da Pensilvânia | Wayne Messam Prefeito da Flórida            | Beto O'Rourke Ex-representante do Texas   |
|                                             |                                        |                                              |                                             |                                            |                                             |                                           |
| Tim Ryan Representante de Ohio              | Bill de Blasio Prefeito de Nova Iorque | Kyrsten Gilibrand Senadora de Nova Iorque    | Seth Moulton Representante de Massachusetts | Jay Inslee Governador de Washington        | John Hickenlooper Ex-governador do Colorado | Eric Swalwell Representante da Califórnia |

## Financiamento de campanha
Esta é uma visão geral das finanças das campanhas dos principais candidatos, e discrimina o valor arrecadado e gasto por cada um deles durante todo o período de 1º de janeiro de 2017 a 31 de janeiro de 2020, conforme relatado pelas campanhas à Comissão Federal de Eleições (FEC). O total arrecadado é a soma de todas as contribuições individuais (grandes e pequenas), empréstimos e transferências de outros comitês de campanha. A última coluna, "dinheiro disponível" (DP), foi calculada subtraindo o valor "gasto" do valor "arrecadado", mostrando assim o dinheiro restante que cada campanha tinha disponível em 31 de janeiro de 2020 para seus gastos futuros.
| Candidato           | Total        | Contribuições individuais | Contribuições individuais | Dívida      | Gasto        | DP          |
| Candidato           | Total        | Total                     | Pequenas doações          | Dívida      | Gasto        | DP          |
| ------------------- | ------------ | ------------------------- | ------------------------- | ----------- | ------------ | ----------- |
| Joe Biden           | $69.947.289  | $69.717.230               | $25.279.259               | $0          | $62.840.790  | $7.106.499  |
| Tulsi Gabbard       | $13.705.808  | $11.105.804               | $6.557.690                | $604.695    | $11.695.759  | $2.010.048  |
| Bernie Sanders      | $134.108.148 | $120.953.025              | $73.944.100               | $0          | $117.272.653 | $16.835.495 |
| Michael Bennet      | $7.314.141   | $6.597.792                | $2.243.458                | $0          | $6.901.994   | $412.147    |
| Michael Bloomberg   | $464.145.124 | $0                        | $0                        | $47.933.276 | $409.006.814 | $55.138.310 |
| Cory Booker         | $25.773.192  | $22.775.586               | $7.705.102                | $999.464    | $23.408.711  | $2.364.481  |
| Steve Bullock       | $5.507.473   | $5.489.527                | $1.754.316                | $0          | $5.384.711   | $122.762    |
| Pete Buttigieg      | $82.998.033  | $82.387.908               | $35.791.546               | $0          | $76.366.742  | $6.631.290  |
| Julian Castro       | $10.302.020  | $10.264.194               | $6.620.621                | $0          | $9.740.367   | $561.654    |
| Bill de Blasio      | $1.423.262   | $1.423.223                | $141.984                  | $30.351     | $1.415.240   | $8.022      |
| John Delaney        | $29.096.044  | $2.582.552                | $346.526                  | $11.408.250 | $29.005.275  | $112.812    |
| Kirsten Gillibrand  | $15.951.180  | $6.278.790                | $1.979.345                | $0          | $14.489.189  | $1.461.991  |
| Mike Gravel         | $330.059     | $330.059                  | $322.076                  | $0          | $239.833     | $6.290      |
| Kamala Harris       | $40.844.081  | $39.239.581               | $15.734.549               | $1.073.365  | $39.464.670  | $1.419.411  |
| John Hickenlooper   | $3.509.464   | $3.352.659                | $562.301                  | $75.000     | $3.504.779   | $4.686      |
| Amy Klobuchar       | $34.478.549  | $30.843.861               | $13.127.196               | $0          | $31.615.426  | $2.863.124  |
| Jay Inslee          | $6.936.980   | $6.911.292                | $3.455.790                | $0          | $6.886.750   | $50.231     |
| Wayne Messam        | $126.918     | $124.318                  | $38.835                   | $81.876     | $126.918     | $0          |
| Seth Moulton        | $2.288.715   | $1.497.825                | $342.499                  | $182.328    | $2.187.344   | $59.433     |
| Beto O'Rourke       | $18.469.516  | $18.447.981               | $9.436.271                | $10.825     | $18.108.263  | $361.253    |
| Deval Patrick       | $2.277.907   | $1.877.907                | $202.953                  | $400.000    | $871.301     | $1.406.606  |
| Tim Ryan            | $1.341.246   | $1.285.074                | $435.024                  | $0          | $1.340.948   | $304        |
| Joe Sestak          | $449.345     | $440.127                  | $107.002                  | $0          | $445.768     | $3.577      |
| Tom Steyer          | $271.575.679 | $3.555.597                | $2.434.938                | $24.000     | $253.718.074 | $17.857.605 |
| Eric Swalwell       | $2.604.856   | $892.373                  | $340.385                  | $0          | $2.604.856   | $0          |
| Elizabeth Warren    | $93.028.095  | $81.494.833               | $48.480.591               | $400.000    | $90.728.115  | $2.299.980  |
| Marianne Williamson | $7.982.761   | $7.976.999                | $4.593.985                | $249.741    | $7.656.371   | $326.390    |
| Andrew Yang         | $31.734.224  | $31.644.175               | $16.635.560               | $2.010      | $28.013.997  | $3.720.227  |

## Debates
Em dezembro de 2018, o Comitê Nacional Democrata (DNC) anunciou o cronograma preliminar para 12 debates oficiais autorizados pelo DNC, com início em junho de 2019, sendo seis debates em 2019 e os seis restantes durante os primeiros quatro meses de 2020. Os candidatos podiam participar de fóruns com vários outros candidatos, desde que apenas um candidato aparecesse no palco por vez; se os candidatos participassem de qualquer debate não autorizado com outros candidatos à presidência, perderiam o convite para participar do próximo debate patrocinado pelo partido.
Os debates agendados nos quatro estados que realizariam primeiro suas primárias e caucuses (Iowa, Nova Hampshire, Nevada e Carolina do Sul) ocorreram em 2020. O DNC também anunciou que não faria parceria para que a Fox News fosse patrocinadora de um debate; a Fox News realizou um debate democrata pela última vez em 2003. Como nova regra, todos os veículos selecionados para patrocinar os debates deveriam escolher pelo menos uma mulher como moderadora, supostamente para garantir que não haja um tratamento distorcido pelo gênero dos candidatos e tópicos do debate.
| #  | Data                    | Horário (ET) | Espectadores                                              | Cidade                      | Responsável(eis)                                          | Moderador(es)                                                              |
| -- | ----------------------- | ------------ | --------------------------------------------------------- | --------------------------- | --------------------------------------------------------- | -------------------------------------------------------------------------- |
| 1A | 26 de junho de 2019     | 9–11 p.m.    | ~24,3 milhões (15,3m ao vivo na TV; 9m no streaming)      | Miami, Flórida              | NBC News MSNBC Telemundo                                  | Jose Diaz-Balart Savannah Guthrie Lester Holt Rachel Maddow Chuck Todd     |
| 1B | 27 de junho de 2019     | 9–11 p.m.    | ~27,1 milhões (18,1m ao vivo na TV; 9m no streaming)      | Miami, Flórida              | NBC News MSNBC Telemundo                                  | Jose Diaz-Balart Savannah Guthrie Lester Holt Rachel Maddow Chuck Todd     |
| 2A | 30 de julho de 2019     | 8–10:30 p.m. | ~11,5 milhões (8,7m ao vivo na TV; 2,8m no streaming)     | Detroit, Michigan           | CNN                                                       | Dana Bash Don Lemon Jake Tapper                                            |
| 2B | 31 de julho de 2019     | 8–10:30 p.m. | ~13,8 milhões (10,7m ao vivo na TV; 3,1m no streaming)    | Detroit, Michigan           | CNN                                                       | Dana Bash Don Lemon Jake Tapper                                            |
| 3  | 12 de setembro de 2019  | 8–11 p.m.    | 14,04 milhões                                             | Houston, Texas              | ABC News Univision                                        | Linsey Davis David Muir Jorge Ramos George Stephanopoulos                  |
| 4  | 15 de outubro de 2019   | 8–11 p.m.    | 8,34 milhões                                              | Westerville, Ohio           | CNN The New York Times                                    | Erin Burnett Anderson Cooper Marc Lacey                                    |
| 5  | 20 de novembro de 2019  | 9–11 p.m.    | ~7,9 milhões (6,6m ao vivo na TV; 1,3m no streaming)      | Atlanta, Georgia            | MSNBC The Washington Post                                 | Rachel Maddow Andrea Mitchell Ashley Parker Kristen Welker                 |
| 6  | 19 de dezembro de 2019  | 8–11 p.m.    | 6,17 milhões                                              | Los Angeles, Califórnia     | PBS Politico                                              | Tim Alberta Yamiche Alcindor Amna Nawaz Judy Woodruff                      |
| 7  | 14 de janeiro de 2020   | 9–11:15 p.m. | ~11,3 milhões (7,3m ao vivo na TV; 4m no streaming)       | Des Moines, Iowa            | CNN The Des Moines Register                               | Wolf Blitzer Brianne Pfannenstiel Abby Phillip                             |
| 8  | 7 de fevereiro de 2020  | 8–10:30 p.m. | ~11 milhões (7,8m ao vivo na TV; 3,2m no streaming)       | Manchester, Nova Hampshire  | ABC News WMUR-TV Apple News                               | Linsey Davis Monica Hernandez David Muir Adam Sexton George Stephanopoulos |
| 9  | 19 de fevereiro de 2020 | 9–11 p.m.    | ~33,16 milhões (19,66m ao vivo na TV; 13,5m no streaming) | Paradise, Nevada            | NBC News MSNBC Telemundo The Nevada Independent           | Vanessa Hauc Lester Holt Hallie Jackson Jon Ralston Chuck Todd             |
| 10 | 25 de fevereiro de 2020 | 8–10 p.m.    | ~15,3 milhões                                             | Charleston, Carolina do Sul | CBS News BET Twitter Congressional Black Caucus Institute | Margaret Brennan Major Garrett Gayle King Norah O'Donnell Bill Whitaker    |
| 11 | 15 de março de 2020     | 8–10 p.m.    | ~11,4 milhões (10,8m ao vivo na TV; 0,6m no streaming)    | CNN studio Washington, D.C. | CNN Univision Congressional Hispanic Caucus               | Dana Bash Ilia Calderón Jake Tapper                                        |

## Pesquisas de opinião
O gráfico a seguir mostra a evolução do apoio de cada candidato nos agregadores de pesquisas de dezembro de 2018 a março de 2020, pouco antes das prévias acabarem de facto.
| Fonte              | Data de atualização | Datas pesquisadas | Biden      | Sanders             | Indecisos      |       |       |       |
| ------------------ | ------------------- | ----------------- | ---------- | ------------------- | -------------- | ----- | ----- | ----- |
| Fonte              | Data de atualização | Datas pesquisadas | 270 to Win | 19 de março de 2020 | 11-18 de março | 55,0% | 34,4% | 10,6% |
| FiveThirtyEight    | 19 de março de 2020 | 8-17 de março     | 51,5%      | 32,6%               | 15,9%          |       |       |       |
| RealClear Politics | 19 de março de 2020 | 8-16 de março     | 55,7%      | 35,3%               | 9,0%           |       |       |       |
| Média              | Média               | Média             | 54,1%      | 34,1%               | 11,8%          |       |       |       |

## Resultados

Mapa com os vencedores por estado/território:
Joe Biden
Bernie Sanders
Pete Buttigieg
Michael Bloomberg

Mapa com os vencedores por condados: Joe Biden
Bernie Sanders
Pete Buttigieg
Michael Bloomberg
Amy Klobuchar
Tom Steyer

| Joe Biden Bernie Sanders Pete Buttigieg | Michael Bloomberg Amy Klobuchar Tom Steyer |

### A nível nacional
O total de votos na tabela abaixo corresponde ao indicado pelo The Green Papers, site especializado na política norte-americana e em resultados eleitorais.
Nota: os resultados foram discriminados apenas para os candidatos que participaram de alguma prévia. Assim, candidatos que desistiram antes disso foram incluídos em Outros.
| Candidato         | Votos      | %     | Del.  | %     |
| ----------------- | ---------- | ----- | ----- | ----- |
| Joe Biden         | 18.448.092 | 51,49 | 2.727 | 68,52 |
| Bernie Sanders    | 9.536.123  | 26,62 | 1.118 | 28,10 |
| Elizabeth Warren  | 2.781.720  | 7,76  | 60    | 1,51  |
| Michael Bloomberg | 2.475.323  | 6,91  | 44    | 1,11  |
| Pete Buttigieg    | 913.023    | 2,55  | 21    | 0,53  |
| Amy Klobuchar     | 524.559    | 1,46  | 7     | 0,18  |
| Tulsi Gabbard     | 270.792    | 0,76  | 2     | 0,05  |
| Tom Steyer        | 258.907    | 0,72  | 0     | 0     |
| Andrew Yang       | 160.416    | 0,45  | 0     | 0     |
| Michael Bennet    | 62.263     | 0,17  | 0     | 0     |
| Deval Patrick     | 27.121     | 0,08  | 0     | 0     |
| Outros            | 369.093    | 1,03  | 0     | 0     |
| Total             | 35.827.432 | 100   | 3.979 | 100   |

### Por estados e territórios
Nota: os resultados estão ordenados de acordo com a data de realização da prévia e, se no mesmo dia, em ordem alfabética.
| Data                             | Delegados | Estado Território      | Biden                 | Sanders               | Warren             | Bloomberg          | Buttigieg         | Klobuchar        |  |                   |                  |
| -------------------------------- | --------- | ---------------------- | --------------------- | --------------------- | ------------------ | ------------------ | ----------------- | ---------------- |  | ----------------- | ---------------- |
| Data                             | Delegados | Estado Território      | 3 de fevereiro        | 41                    | Iowa               | 6 23.291 (13,7%)   | 12 45.652 (26,5%) | 8 34.909 (20,3%) |  | 14 43.209 (25,1%) | 1 21.100 (12,2%) |
| 11 de fevereiro                  | 24        | Nova Hampshire         | 24.911 (8,4%)         | 9 76.352 (25,6%)      | 27.427 (9,2%)      | 4.777 (1,6%)       | 9 72.445 (24,3%)  | 6 58.774 (19,7%) |  |                   |                  |
| 22 de fevereiro                  | 36        | Nevada                 | 9 19.179 (18,9%)      | 24 41.075 (40,5%)     | 11.703 (11,5%)     |                    | 3 17.598 (17,3%)  | 7.376 (7,3%)     |  |                   |                  |
| 29 de fevereiro                  | 54        | Carolina do Sul        | 39 261.897 (48,7%)    | 15 106.342 (19,8%)    | 38.034 (7,1%)      |                    | 44.139 (8,2%)     | 16.877 (3,1%)    |  |                   |                  |
| 3 de março (Super Terça) (1.344) | 52        | Alabama                | 44 286.040 (63,3%)    | 8 74.806 (16,5%)      | 25.853 (5,7%)      | 52.802 (11,7%)     | 1.407 (0,3%)      | 898 (0,2%)       |  |                   |                  |
| 3 de março (Super Terça) (1.344) | 31        | Arkansas               | 17 92.546 (40,5%)     | 9 51.147 (22,4%)      | 22.866 (10,0%)     | 5 38.234 (16,7%)   | 7.672 (3,4%)      | 7.029 (3,1%)     |  |                   |                  |
| 3 de março (Super Terça) (1.344) | 415       | Califórnia             | 163 1.129.495 (26,8%) | 220 1.429.119 (33,9%) | 7 552.613 (13,1%)  | 24 559.425 (13,3%) | 222.980 (5,3%)    | 113.043 (2,7%)   |  |                   |                  |
| 3 de março (Super Terça) (1.344) | 110       | Carolina do Norte      | 67 568.833 (43,0%)    | 37 318.866 (24,1%)    | 2 138.588 (10,5%)  | 4 171.676 (13,0%)  | 43.342 (3,3%)     | 30.648 (2,3%)    |  |                   |                  |
| 3 de março (Super Terça) (1.344) | 67        | Colorado               | 10 184.130 (23,6%)    | 20 282.419 (36,1%)    | 4 135.088 (17,3%)  | 10 160.400 (20,5%) |                   |                  |  |                   |                  |
| 3 de março (Super Terça) (1.344) | 24        | Maine                  | 11 68.419 (34,1%)     | 9 65.895 (32,9%)      | 4 31.530 (15,7%)   | 24.124 (12,0%)     | 4.166 (2,1%)      | 2.730 (1,4%)     |  |                   |                  |
| 3 de março (Super Terça) (1.344) | 91        | Massachusetts          | 37 470.451 (33,7%)    | 29 373.224 (26,7%)    | 25 299.707 (21,4%) | 164.538 (11,8%)    | 37.180 (2,7%)     | 16.851 (1,2%)    |  |                   |                  |
| 3 de março (Super Terça) (1.344) | 75        | Minnesota              | 38 287.553 (38,6%)    | 27 222.431 (29,9%)    | 10 114.674 (15,4%) | 61.882 (8,3%)      | 7.616 (1,0%)      | 41.530 (5,6%)    |  |                   |                  |
| 3 de março (Super Terça) (1.344) | 37        | Oklahoma               | 21 117.552 (38,7%)    | 13 77.302 (25,4%)     | 1 40.676 (13,4%)   | 2 42.243 (13,9%)   | 5.113 (1,7%)      | 6.728 (2,2%)     |  |                   |                  |
| 3 de março (Super Terça) (1.344) | 6         | Samoa Americana        | 31 (8,8%)             | 37 (10,5%)            | 5 (1,4%)           | 4 175 (49,9%)      |                   |                  |  |                   |                  |
| 3 de março (Super Terça) (1.344) | 64        | Tennessee              | 33 214.888 (41,7%)    | 19 128.731 (25,0%)    | 1 53.583 (10,4%)   | 10 79.699 (15,5%)  | 17.063 (3,3%)     | 10.630 (2,1%)    |  |                   |                  |
| 3 de março (Super Terça) (1.344) | 228       | Texas                  | 111 716.030 (34,5%)   | 102 622.360 (30,0%)   | 5 237.028 (11,4%)  | 10 298.262 (14,4%) | 82.221 (4,0%)     | 43.027 (2,1%)    |  |                   |                  |
| 3 de março (Super Terça) (1.344) | 29        | Utah                   | 2 31.571 (17,4%)      | 13 62.786 (34,6%)     | 28.178 (15,5%)     | 2 30.366 (16,7%)   | 17.697 (9,8%)     | 7.047 (3,9%)     |  |                   |                  |
| 3 de março (Super Terça) (1.344) | 16        | Vermont                | 5 34.734 (22,0%)      | 11 80.121 (50,8%)     | 19.816 (12,6%)     | 14.843 (9,4%)      | 3.714 (2,4%)      | 2.023 (1,3%)     |  |                   |                  |
| 3 de março (Super Terça) (1.344) | 99        | Virgínia               | 66 705.463 (53,3%)    | 31 306.353 (23,1%)    | 2 142.532 (10,8%)  | 128.020 (9,7%)     | 11.198 (0,8%)     | 8.414 (0,6%)     |  |                   |                  |
| 3-10 de março                    | 13        | Democratas no exterior | 4 9.059 (22,7%)       | 9 23.139 (57,9%)      | 5.730 (14,3%)      |                    | 892 (2,2%)        | 224 (0,6%)       |  |                   |                  |
| 10 de março (352)                | 14        | Dacota do Norte        | 6 5.742 (39,5%)       | 8 7.682 (52,8%)       | 366 (2,5%)         | 113 (0,8%)         | 164 (1,1%)        | 223 (1,5%)       |  |                   |                  |
| 10 de março (352)                | 25        | Idaho                  | 16 53.151 (48,9%)     | 9 46.114 (42,4%)      | 2.878 (2,6%)       | 2.612 (2,4%)       | 1.426 (1,3%)      | 774 (0,7%)       |  |                   |                  |
| 10 de março (352)                | 125       | Michigan               | 73 840.360 (52,9%)    | 52 576.926 (36,3%)    | 26.148 (1,6%)      | 73.464 (4,6%)      | 22.462 (1,4%)     | 11.018 (0,7%)    |  |                   |                  |
| 10 de março (352)                | 36        | Mississippi            | 34 222.160 (80,9%)    | 2 40.657 (14,8%)      | 1.550 (0,6%)       | 6.933 (2,5%)       | 562 (0,2%)        | 440 (0,1%)       |  |                   |                  |
| 10 de março (352)                | 68        | Missouri               | 44 400.347 (60,1%)    | 24 230.374 (34,6%)    | 8.156 (1,2%)       | 9.866 (1,5%)       | 3.309 (0,5%)      | 2.682 (0,4%)     |  |                   |                  |
| 10 de março (352)                | 89        | Washington             | 46 591.403 (37,9%)    | 43 570.039 (36,6%)    | 142.652 (9,1%)     | 122.530 (7,9%)     | 63.344 (4,1%)     | 33.383 (2,1%)    |  |                   |                  |
| 14 de março                      | 6         | Ilhas Mariana do Norte | 2 48 (36,4%)          | 4 84 (63,6%)          |                    |                    |                   |                  |  |                   |                  |
| 17 de março (441)                | 67        | Arizona                | 38 268.029 (43,7%)    | 29 200.456 (32,7%)    | 35.537 (6,6%)      |                    | 24.868 (4,6%)     |                  |  |                   |                  |
| 17 de março (441)                | 219       | Flórida                | 162 1.077.375 (62,0%) | 57 397.311 (22,8%)    | 32.875 (1,9%)      | 146.544 (8,4%)     | 39.886 (2,3%)     | 17.276 (1,0%)    |  |                   |                  |
| 17 de março (441)                | 155       | Illinois               | 95 986.661 (58,9%)    | 60 605.701 (36,2%)    | 24.413 (1,5%)      | 25.500 (1,5%)      | 9.729 (0,6%)      |                  |  |                   |                  |
| 7 de abril                       | 84        | Wisconsin              | 56 581.463 (62,9%)    | 28 293.441 (31,7%)    | 14.060 (1,5%)      | 8.846 (1,0%)       | 4.946 (0,5%)      | 6.079 (0,6%)     |  |                   |                  |
| 10 de abril                      | 15        | Alasca                 | 8 10.834 (55,3%)      | 7 8.755 (44,7%)       |                    |                    |                   |                  |  |                   |                  |
| 17 de abril                      | 14        | Wyoming                | 10 10.912 (72,2%)     | 4 4.206 (27,8%)       |                    |                    |                   |                  |  |                   |                  |
| 28 de abril                      | 136       | Ohio                   | 115 647.284 (72,4%)   | 21 149.683 (16,7%)    | 30.985 (3,5%)      | 28.704 (3,2%)      | 15.113 (1,7%)     | 11.899 (1,3%)    |  |                   |                  |
| 2 de maio                        | 39        | Kansas                 | 29 110.041 (76,8%)    | 10 33.142 (23,2%)     |                    |                    |                   |                  |  |                   |                  |
| 12 de maio                       | 29        | Nebraska               | 29 126.444 (76,8%)    | 10 23.214 (14,1%)     | 10.401 (6,3%)      |                    |                   |                  |  |                   |                  |
| 19 de maio                       | 61        | Oregon                 | 46 408.315 (66,0%)    | 15 127.345 (20,6%)    | 59.355 (9,6%)      |                    |                   |                  |  |                   |                  |
| 22 de maio                       | 24        | Havaí                  | 16 21.215 (63,2%)     | 8 12.337 (36,8%)      |                    |                    |                   |                  |  |                   |                  |
| 2 de junho (479)                 | 16        | Dacota do Sul          | 13 40.800 (77,5%)     | 3 11.861 (22,5%)      |                    |                    |                   |                  |  |                   |                  |
| 2 de junho (479)                 | 20        | Distrito de Colúmbia   | 20 84.093 (76,0%)     | 11.116 (10,0%)        | 14.228 (12,9%)     |                    |                   |                  |  |                   |                  |
| 2 de junho (479)                 | 82        | Indiana                | 81 380.836 (76,5%)    | 1 67.688 (13,6%)      | 14.344 (2,9%)      | 4.783 (1,0%)       | 17.957 (3,6%)     | 3.860 (0,8%)     |  |                   |                  |
| 2 de junho (479)                 | 96        | Maryland               | 96 879.753 (83,7%)    | 81.939 (7,8%)         | 27.134 (2,6%)      | 6.773 (0,6%)       | 7.180 (0,7%)      | 5.685 (0,5%)     |  |                   |                  |
| 2 de junho (479)                 | 19        | Montana                | 18 111.706 (74,5%)    | 1 22.033 (14,7%)      | 11.984 (8,0%)      |                    |                   |                  |  |                   |                  |
| 2 de junho (479)                 | 34        | Novo México            | 30 181.700 (73,3%)    | 4 37.435 (15,1%)      | 14.552 (5,9%)      |                    |                   |                  |  |                   |                  |
| 2 de junho (479)                 | 186       | Pensilvânia            | 151 1.264.624 (79,3%) | 35 287.834 (18,0%)    |                    |                    |                   |                  |  |                   |                  |
| 2 de junho (479)                 | 26        | Rhode Island           | 25 79.728 (76,7%)     | 1 15.525 (14,9%)      | 4.479 (4,3%)       |                    |                   |                  |  |                   |                  |
| 6 de junho (14)                  | 7         | Guam                   | 5 270 (69,6%)         | 2 118 (30,4%)         |                    |                    |                   |                  |  |                   |                  |
| 6 de junho (14)                  | 7         | Ilhas Virgens          | 7 502 (91,3%)         | 28 (5,1%)             |                    |                    |                   |                  |  |                   |                  |
| 9 de junho (133)                 | 105       | Geórgia                | 105 922.177 (84,9%)   | 101.668 (9,4%)        | 21.906 (2,0%)      | 7.657 (0,7%)       | 6.346 (0,6%)      | 4.317 (0,4%)     |  |                   |                  |
| 9 de junho (133)                 | 28        | Virgínia Ocidental     | 28 122.518 (65,3%)    | 22.793 (12,2%)        | 5.741 (3,1%)       | 3.759 (2,0%)       | 3.455 (1,8%)      | 3.011 (1,6%)     |  |                   |                  |
| 23 de junho (328)                | 54        | Kentucky               | 52 365.284 (67,9%)    | 65.055 (12,1%)        | 15.300 (2,8%)      |                    | 9.127 (1,7%)      | 5.296 (1,0%)     |  |                   |                  |
| 23 de junho (328)                | 274       | Nova Iorque            | 231 1.120.209 (70,2%) | 43 281.529 (17,6%)    | 81.535 (5,1%)      | 39.292 (2,5%)      | 22.515 (1,4%)     | 10.872 (0,7%)    |  |                   |                  |
| 7 de julho (147)                 | 21        | Delaware               | 21 81.954 (89,4%)     | 6.878 (7,5%)          | 2.850 (3,1%)       |                    |                   |                  |  |                   |                  |
| 7 de julho (147)                 | 126       | Nova Jersey            | 121 813.693 (84,9%)   | 5 140.336 (14,7%)     |                    |                    |                   |                  |  |                   |                  |
| 11 de julho                      | 54        | Louisiana              | 54 212.555 (79,5%)    | 19.859 (7,4%)         | 6.426 (2,4%)       | 4.312 (1,6%)       | 2.363 (0,9%)      | 2.431 (0,9%)     |  |                   |                  |
| 13 de julho                      | 51        | Porto Rico             | 44 3.930 (56,0%)      | 5 932 (13,3%)         | 101 (1,4%)         | 2 894 (12,7%)      | 158 (2,2%)        | 31 (0,4%)        |  |                   |                  |
| 11 de agosto                     | 60        | Connecticut            | 60 221.323 (84,9%)    | 30.062 (11,5%)        |                    |                    |                   |                  |  |                   |                  |